# Joachim Huth (Jurist)
Joachim Huth (* 26. Juni 1928 in Berlin; † 7. Oktober 2018) war ein deutscher Jurist. Er war von 1975 bis 1993 Bundeswehrdisziplinaranwalt.

## Leben
Huth, der Sohn des Generalleutnants Joachim-Friedrich Huth, studierte von 1948 bis 1952 Rechtswissenschaft und Wirtschaftswissenschaft. 1952 legte er die erste und zweite juristische Staatsprüfung ab. Von 1956 bis 1959 war er Richter und Staatsanwalt in Berlin. 1959 trat er in das Bundesministerium der Verteidigung (BMVg) ein. Er war von 1965 bis 1969 Referatsleiter für Strafverfahrensrecht und Angelegenheiten der Rechtsberater (RB). 1966 wurde er zum Ministerialrat ernannt. Danach war er bis 1975 Referatsleiter für Zivilrecht, insbesondere zuständig für die Aufsicht der Justiziare der zuständigen Behörden des Verteidigungsressorts. Von 1975 bis 1993 war er Bundeswehrdisziplinaranwalt (BwDA) beim Bundesverwaltungsgericht.